# タトラK3R-NT
タトラK3R-NTは、チェコの路面電車であるプルゼニ市電で使用されている路面電車車両の1形式。既存の車両を改造した、車内にバリアフリーに適した低床部分が存在する3車体連接車である。

## 概要
2004年以降、チェコの都市・プルゼニ市内で公共交通機関を運営するプルゼニ市交通会社は欧州連合からの資金援助を受けプルゼニ市内における交通網の大規模な近代化や再編を実施した。その一環として、輸送力増強とバリアフリー化の促進を目的に導入が行われたのがK3R-NTである。
K3R-NTは新造車両ではなくチェコスロバキア時代に導入された路面電車車両であるタトラT3を改造したものであり、車体の一部を改造・切断した2両のタトラT3と新たに作られた中間車両を組み合わせる形で組成された3車体連接車である。改造に際しては電気機器の大規模な更新も実施しており、制御装置にはデジタル制御、双方向ネットワークシステム「CAN」、制御システム「CECOM」等を備えた「TVプログレス（TV Progress）」が搭載されている他、運転室には冷房装置が備えられている。集電装置についてもシングルアーム式パンタグラフへの交換が行われている。
車内についても改装が行われ、座席や車内照明の交換、車内情報案内装置の設置が実施されている他、新造された中間車体は中央部の床上高さを下げた低床構造となっており、扉の下部には収納式のスロープも搭載され、バリアフリーに適した構造となっている。
一連の改造は2005年から2006年にかけて行われ、2021年現在は4両（301 - 304）が在籍する。そのうち最初の2両については運行開始に合わせて地元の「ドミノ子供の家（Dětského domova Domino）」の子供たちにより「タンポポ（Pampeliška）（301）」「スパゲッティ（Špagetka）（302）」と言う愛称が付けられ、車内には子供たちの絵画の展示も実施されている。

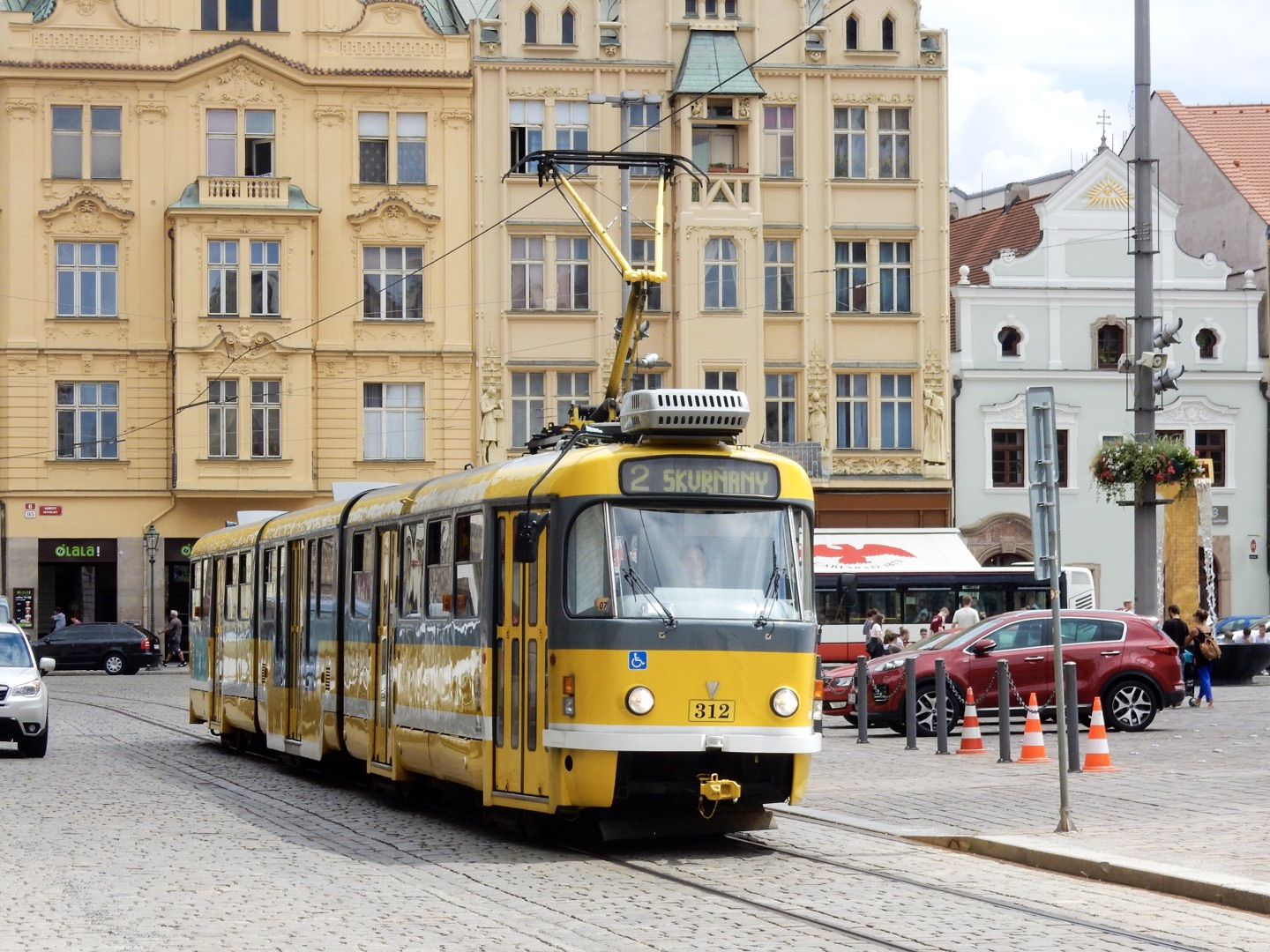
乗降扉は車体右側にのみ存在する（2017年撮影）
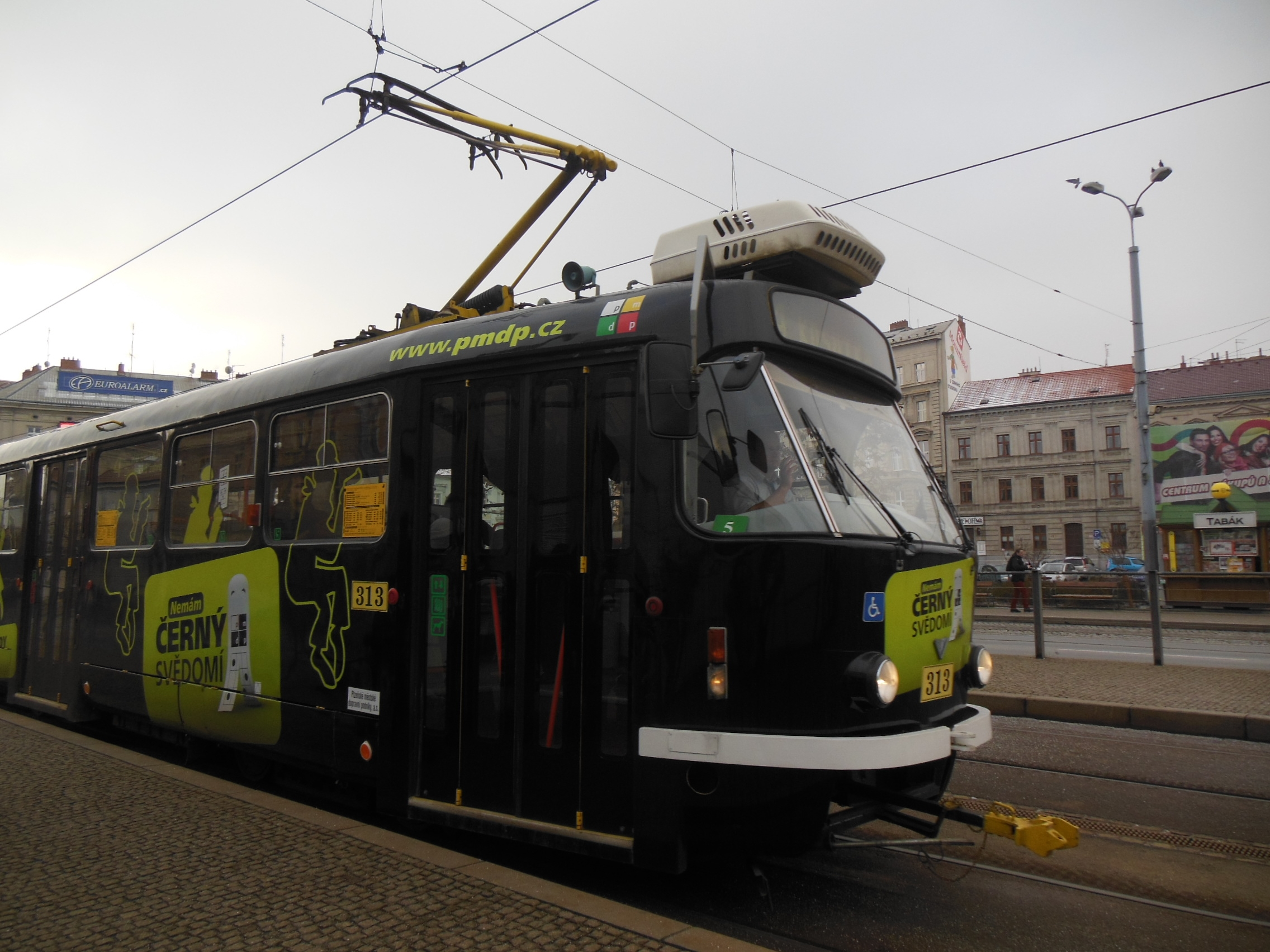
プルゼニ市交通会社の広告塗装（2014年撮影）